# Cryptophyceae
Classe
Les Cryptophyceae est une classe d’algues de l'embranchement des Cryptista.

## Description
En 1945 E. Pringsheim décrit ainsi cette classe : 

« La classe des Cryptophyceae est l'une des mieux définies parmi les flagellés. Bien qu'il existe peut-être une certaine parenté avec les Dinophyceae, les critères de démarcation sont parfaitement clairs...

Les traits caractéristiques des Cryptophycées sont : 
- la forme particulière et asymétrique de la cellule ;
- les deux flagelles légèrement différents, présentant un type de mouvement particulier et provoquant un type de locomotion caractéristique, entraînant un changement de direction à la moindre irritation ;
- le mouvement de recul saccadé provoqué par de fortes stimulations nocives ;
- la vacuole contractile unique près de l'extrémité antérieure ;
- l'incapacité de former une paroi cellulaire ;
- l'absence de reproduction sexuée ;
- la possession de trichocystes tapissant un sillon ou un gosier ;
- le ou les deux chromatophores pariétaux (c'est-à-dire inséré dans la paroi d’une partie voisine);
- le dépôt d'amidon comme matière de réserve.

La diversité au sein de la classe comprend : l'absence ou la présence d'un gosier, la taille et la forme de la cellule, le type de pigments accessoires, en dehors de la chlorophylle, et leur concentration, avec pour conséquence une variation de la teinte des chromatophores, la possession ou l'absence de pyrénoïdes et, dans de rares cas, l'existence d'un ocelle. Dans quelques espèces, les chromatophores sont absents. »

## Liste des ordres
Selon AlgaeBase (24 août 2022) :
- Cryptomonadales Pringsheim, 1944
- Cryptophyceae ordo incertae sedis
- Pyrenomonadales G.Novarino & I.A.N.Lucas
- Tetragonidiales Kristiansen, 1992

## Systématique
Le nom correct complet (avec auteur) de ce taxon est Cryptophyceae F.E.Fritsch, 1927.